# Le voci di dentro
Le voci di dentro è una commedia in tre atti di Eduardo De Filippo composta nel 1948 e inserita dall'autore nella raccolta Cantata dei giorni dispari.

## Trama
Alberto Saporito è un apparecchiatore di feste popolari, e vive col fratello Carlo e lo zio Nicola. Una notte sogna che i vicini di palazzo, i Cimmaruta, uccidono il suo amico Aniello Amitrano e ne fanno sparire il cadavere. Nel sogno, lucidissimo, Alberto vede dove sono nascosti i documenti che possono incastrare i vicini. L'indomani, fatta la denuncia in questura, fa arrestare i Cimmaruta e, rimasto solo in casa con il portiere Michele, cerca i documenti. Solo allora, all'improvviso, s'accorge di aver sognato il tutto e capisce il guaio che ha combinato.
Ritrattata la denuncia dal commissariato di polizia, Alberto si trova ora nei guai: il procuratore della Repubblica, insospettito, crede che egli abbia agito in tal modo per paura o altro. Inoltre, rischia una querela per calunnia da parte dei vicini. Ma quel che viene messo in moto, in una rapida degenerazione, è un meccanismo che svelerà tutte le meschinità della maggior parte degli altri personaggi. Carlo, il fratello, nell'eventualità dell'arresto, cerca immediatamente un compratore per tutto il materiale per l'allestimento delle feste popolari e tenta di farne firmare ad Alberto la cessione, adducendo varie scuse. I Cimmaruta, che vengono a trovarlo uno alla volta, si mostrano stranamente gentili e si accusano l'un l'altro cercando di salvare il resto della famiglia. Converranno, alla fine, di dover assassinare Alberto per salvarsi da un omicidio che, al termine della commedia, si scopre essere solamente un sogno, in quanto Aniello è vivo e vegeto. A questo punto Alberto, fingendo di aver trovato i documenti, chiama assassini i vicini e spiega a che cosa si riferisce: assassini della stima e della fiducia reciproche, ammettendo un omicidio come potenziale prassi, sospettando degli stessi familiari:

«Voi mò volete sapere perché siete assassini ... in mezzo a voi magari ci sono pure io e non me ne accorgo ... Avete sospettato l'uno dell'altro ... Io vi ho accusati e voi non vi siete ribellati, lo avete ritenuto possibile. Un delitto lo avete messo fra le cose probabili di tutti i giorni; un assassinio nel bilancio familiare! La stima, don Pasqua', la stima! ... La fiducia scambievole ... senza la quale si può arrivare al delitto.»

In fondo, ammette Alberto, è compreso anche lui fra loro, senza saperlo: infatti, con quel sogno ha inconsciamente creduto i vicini capaci di un tale crimine.
Le voci di dentro sono i pensieri e i sospetti che i Cimmaruta covano verso i loro familiari e che si manifestano alla prima occasione.

## Analisi della commedia
In quest'opera ritorna il tema dell'ambiguità di rapporto fra realtà e sogno. Il filo conduttore di questa commedia, forse la più amara scritta da Eduardo, è l'incomunicabilità simboleggiata dallo zi' Nicola, l'enigmatico personaggio (Šparavierzi), che per disillusione delle cose umane ha rinunciato a parlare preferendo esprimersi con una sorta di "Codice Morse" dove i punti e le linee sono lo scoppio di petardi. Questo personaggio è la metafora di chi, dolorosamente, vuole mantenersi estraneo e al di fuori dalle meschine vicende del mondo; abita in una sorta di palafitta, eretta al centro della scena, lontano dalle vicende che si svolgono sul palcoscenico, e lì morirà nel mezzo della commedia, tornando a parlare poco prima di morire, solo per esclamare: «Per favore, un poco di pace!».
Zi' Nicola ha smesso di parlare poiché il mondo non lo ascolta più. È questo il tema del mutismo e del silenzio che tornerà in altre commedie di Eduardo da Mia famiglia a Gli esami non finiscono mai. Rifugiarsi quindi nel silenzio o nel sogno è visto come unico sfogo delle inquietudini umane: con il racconto del sogno sanguinolento della cameriera Maria e del portiere Michele che rimpiange i bei sogni a colori della giovinezza si apre la commedia dove proprio un sogno, quello di Alberto Saporito sarà l'evento scatenante della vicenda, portando progressivamente a galla le ipocrisie, le amarezze e le meschinità dei personaggi coinvolti. Ancora una volta appare il tema centrale delle commedie eduardiane: la famiglia qui rappresentata con un ritratto al vetriolo della "famiglia rispettabile". Sullo sfondo l'Italia uscita da quella guerra che ha portato nevrosi e disillusioni, la difficoltà nel quotidiano "tirare a campare", e l'abbrutimento dell'uomo che ormai vede nell'altro un suo nemico.